# Musket
En musket er et gevær med glatboret, langt løb, som lades fra mundingen (forladegevær).

## Historisk udvikling
Oprindelsen er ukendt, men musketter er nævnt fra 1500-tallet, og var i brug, indtil de blev erstattet af rifler i midten af 1800-tallet. Udviklingen skete ved, at kanoner blev udviklet til såkaldte håndkanoner, så videre til arkebuser med tændlås, og så videre til musketter med luntelås, hjullås og flintelås.
Musketten blev normalt afskudt fra skulderen, og de første typer havde egen støtteanordning på grund af deres høje vægt. Kaliberen varierede normalt mellem .50 og .75 tommer, dvs. 12,7 mm til 19,05 mm. Projektilerne var runde blykugler.
Den effektive rækkevidde var kort, dels fordi kuglen ikke blev sat i rotation som i en riffel, og dels fordi mundingsladning kræver noget mere plads mellem løbets væg og kuglen, noget som fører til, at kuglen kan komme skævt ud af løbet. Den mest effektive brug af musketter var derfor at samle et større antal i skyttelinjer, som affyrede skudsalver mod fjenden på kommando. Soldaterne blev ikke opfordret til at forsøge at sigte på noget specielt mål, bare til at rette våbnet mod massen af fjendtlige soldater.

## Skudtakt og taktik
Som andre forladere havde musketten lav skudfrekvens, men ved streng eksercits kunne en erfaren soldat affyre fire skud i minuttet, mens mindre erfarne opnåede tre skud i minuttet. Prøjsiske soldater under 'Frederik Vilhelm I' skal være kommet op på 5 skud i minuttet. For at holde ildgivningen i gang var det sædvanligt med to eller tre linjer bag hinanden, hvor de forreste knælede, mens de ladede, således at linjen bagved kunne affyre deres musketter.
En opfindelse, som muliggjorde højere hastighed, var færdigpakkede 'patroner', hvor krudtet og projektilet blev pakket sammen i et papirhylster. Soldaten bed den ene ende af, hældte noget krudt i panden (en mindre ladning som blev antændt af låsen), hældte resten af krudtet ned i løbet, lagde kuglen i, og stoppede den på plads med papiret som forladning. Fra 1807 produceredes der musketter, som brugte 'perkussionslås', som gav sikrere resultater end flintelås, og fungerede i regnvejr uden specielle tiltag.
Musketten var et af de første skydevåben, som blev spredt udenfor Europa. Tilgangen til musketter for en part i en krig kunne føre til store ændringer i styrkebalancen, som blandt maorierne på New Zealand under Musketkrigene.

## Musketter og karabiner
Standardvåben til infanteriet var lange, 1,5 meter eller mere, og skulle kunne tjene som korte spyd, når de var påsat bajonet. Samtidig med musketterne fandtes der kortere våben beregnet til ryttere. Disse blev kaldt karabiner, og var ofte nedkortede udgaver af de sædvanlige, lange infanterimusketter. Begrebet «musket» kom derved også til at betyde et infanterivåben i fuld længde, i modsætning til den kortere udgave.
Efter overgangen til Minié-projektiler og indførsel af perkussionslås, blev alle militærvåben lavet som rifler. Sådanne lange forladerifler som 'Model 1853 Enfield' blev omtalt som «rifle-musketter». Forskellen mellem lange infanteririfler og korte rytterrifler holdt sig helt op til slutningen af 1800-tallet, og betegnelsen musket blev brugt om de lange udgaver. Først med udviklingen af moderne patroner med røgsvagt krudt i 1890'erne blev de lange musketversioner af infanteririfler udfaset. Rester af dette findes i betegnelser som Mauser Karabiner 98k (der eksisterede også en lang muskettudgave) og Lee-Enfield SMLE, hvor «S» står for short (kort).

## Etymologi
I middelalderen var det ikke usædvanligt, at våben fik navn efter dyr. Navnet musket kommer fra det franske ord for en han-spurvehøg, mousquette.
- Wikimedia Commons har flere filer relateret til Musket